# Аялон (долина)

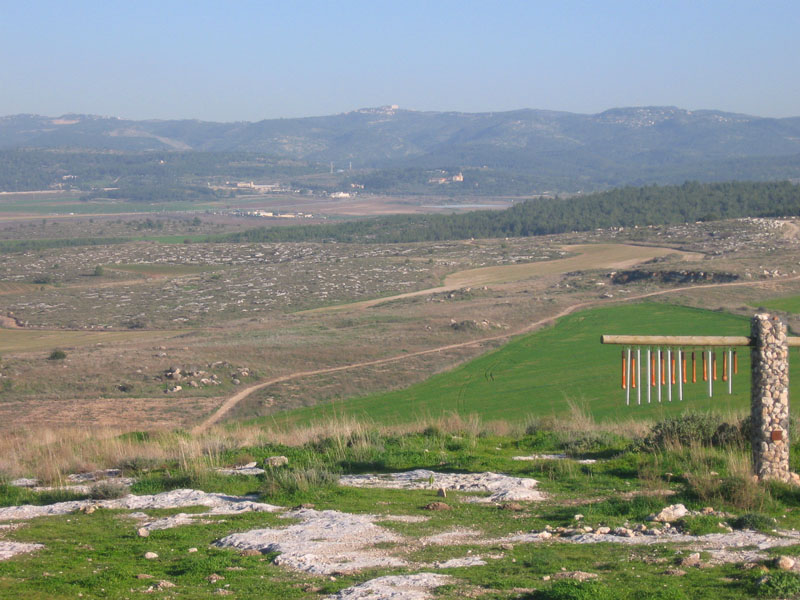
Долина Аялон, вид з Гезера

31°52′03″ пн. ш. 34°57′34″ сх. д. / 31.86750° пн. ш. 34.95944° сх. д.
Аялон (івр. אַיָּלוֹן) — історична місцевість на низовині Шефела у стародавній Землі Ізраїльській. У 1800-их роках ідентифікувалась під назвою Яло, палестинсько-арабське село, що розташовувалось біля підніжжя Бетгорона, за 13 км на південний схід від Рамли, але було зруйновано 1967 року.

## Історія
Те місце, можливо, кілька разів було полем бою між місцевими жителями й загарбниками. Наприкінці правління фараона Ехнатона та перших років правління Тутанхамона місто Аялон було зруйновано загарбниками, після чого місцеві жителі прохали єгипетських правителів по допомогу.
Також Аялон згадується як місто, яке у X столітті до н. е. захопив єгипетський цар Шешонк I.
Стародавні пам'ятки Аялона, нині представлені в Аялон-Канада парку, у Яд ла-Шіроні, Міжнародному центрі вивчення міграції птахів й у Латрунському монастирі.